# Caloptilia obscuripennella
Caloptilia obscuripennella är en fjärilsart som först beskrevs av Frey och Boll 1876.  Caloptilia obscuripennella ingår i släktet Caloptilia och familjen styltmalar. Inga underarter finns listade i Catalogue of Life.